# Ildikó Kővári
Ildikó Károlyné Kővári (* 8. Mai 1930 in Budapest als Ildikó Szendrődi Szeiler; † 29. September 2022 ebenda) war eine ungarische Skirennläuferin.

## Leben
Ildikó Kővári wurde als Tochter der Turnerin Aranka Szeiler und des Skitrainers Nándor Szendrődi in Budapest geboren. Von 1947 bis 1972 nahm sie an diversen Rennen teil. Sie wurde mehrfache ungarische Meisterin in verschiedenen Disziplinen und nahm an den Olympischen Winterspielen 1952 sowie 1964 im Slalom, Riesenslalom und im Abfahrtslauf teil.
Ihr Mann Károly Kővári war ebenfalls als Skirennläufer Olympiateilnehmer.
Im Jahr 2015 wurde sie vom Ungarischen Skiverband mit einem Preis für ihr Lebenswerk geehrt.